# Crotaphatrema
Crotaphatrema é um gênero de anfíbios da família Scolecomorphidae, encontrado no sudoeste dos Camarões.

## Espécies
- Crotaphatrema bornmuelleri (Werner, 1899)
- Crotaphatrema lamottei (Nussbaum, 1981)
- Crotaphatrema tchabalmbaboensis Lawson, 2000